# Felicia zeyheri
Felicia zeyheri là một loài thực vật có hoa trong họ Cúc. Loài này được (Less.) Nees mô tả khoa học đầu tiên năm 1832.